# 平达乡
平达乡，是中华人民共和国云南省保山市龙陵县下辖的一个乡镇级行政单位。

## 行政区划
平达乡下辖以下地区：
平达村、小田坝村、河尾村、平安村、黄连河村、安乐村、安庆村、章赛村、橄榄寨村和小河村。